# باول شيبرد (لاعب كرة قدم)
باول شيبرد (بالإنجليزية: Paul Shepherd)‏ هو لاعب كرة قدم بريطاني، ولد في 17 نوفمبر 1977 في ليدز في المملكة المتحدة. لعب مع أولدهام أثلتيك وسكونثورب يونايتد وليدز يونايتد ونادي آير يونايتد ونادي ترانمير روفرز لكرة القدم ونادي ستاليبريدج سيلتيك ونادي سكاربورو ونادي لوتون تاون ونادي هاروجيت تاون.

## وصلات خارجية
- باول شيبرد على موقع قاعدة بيانات كرة القدم.إي يو (الإنجليزية)
- باول شيبرد على موقع Soccerbase.com (لاعب) (الإنجليزية)
- باول شيبرد على موقع عالم كرة القدم.نت (الإنجليزية)